# Themelium ctenoideum
Themelium ctenoideum är en stensöteväxtart som först beskrevs av Guido Georg Wilhelm Brause, och fick sitt nu gällande namn av Barbara S. Parris. Themelium ctenoideum ingår i släktet Themelium och familjen Polypodiaceae. Inga underarter finns listade.